# Région économique du Centre-Tchernozem

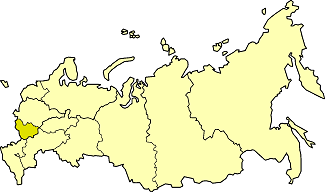
Région économique du Centre-Tchernozem sur la carte de la Russie.

La région économique du Centre-Tchernozem (en russe : Центра́льно-Чернозёмный экономи́ческий райо́н, Tsentralno-Chernozyomny ekonomitcheski raïon) est l'une des douze régions économiques de Russie.

## Caractéristiques générales[1]
- Surface : 167 700 km2(sans Lougansk)
- Population : 7 872 000 hab. (9 973 924 hab. avec Lougansk)
- Densité : 47 hab./km2(sans Lougansk
- Urbanisation : 62 % de la population est urbaine (sans Lougansk)

## Composition
La région économique du Centre-Tchernozem est composée des sujets fédéraux suivants :
- Oblast de Belgorod
- Oblast de Koursk
- Oblast de Lipetsk
- Oblast de Tambov
- Oblast de Voronej
- République populaire de Lougansk